# ジーク アンド ルーサー
『ジーク アンド ルーサー』（原題：Zeke and Luther）は、アメリカ合衆国のテレビドラマ。日米ともにディズニーXDで放送された。

## 登場人物
ジーク（Ezekiel "Zeke" Falcone）
演-ハッチ・ダーノ（吹き替え：浅沼晋太郎）
スケートボード好きの少年で、夢もプロ・スケーターになること。学校の試験で C-を取ることが多いが、"Board in Class"という回ではA+をとったことがあった。
また、"Head of Skate"では日本で生まれたことが明かされた。
ルーサー(Luthisour "Luther" Jerome Waffles )
演-アダム・ヒックス（吹き替え：宮下栄治）
ジークの親友で、ジークより1つ年上。家はドーナツ屋。カップ・スタッキングが得意。若干おかしな性格をしており、かつて自分のわき毛にゴードンという名前を付けていた。また、勉強のレベルはジークと変わらない。
コジョ
演-ダニエル・カーティス・リー（吹き替え：岡林史泰）
ジークとルーサーの親友にしてライバル。スケートボードの腕には自信があり、実際彼には "Dastardly Skate"という企業がスポンサーとしてついている。
ジンジャー・ファルコーネ
演-ライアン・ニューマン（吹き替え：中村知子）
ジークの妹にして、ジークとルーサーの天敵。小遣いを得るために男子を利用するほど頭がよく、兄のジークをいびるのが好き。また、屋台を出すのが好きで、パイロット版ではファラフェル屋をしていた。
フルートをふくのが得意。
オジー・ケパート
演-ネイト・ハートリー（吹き替え：佐藤せつじ）
かつてはスケートボードを嫌っていたが、現在はスケートボードをしている人物。時々ルーサーのことを怒らせることがある。
ドン（Donald "Don" Donaldson）
演-デヴィッド・ユリー
ジークとルーサーが大好きなドーナツ屋Don's Donutsの店主で、店を一人で切り盛りしている。シーズン2で店を改装した。
Dorothy Joanne "Nana" Waffles
演-マリアンヌ・マルラライリー
ジークとルーサーの近所に夫と暮らす老婦人。
ジョンソン（Reginald "Jumpsuit" Johnson ）
演-ローレンス・マンドリー（吹き替え：広田みのる）
ジークとルーサーの近所に住む偏屈な人物。かつては宇宙飛行士だった。
リサ(Lisa Grubner)
演-アビゲイル・マヴィティ（吹き替え：中上育実）
ジークに片思いをするオタクっぽい女の子。
オリヴィア（Olivia Masterson）
演-ジュリエット・ホランド・ローズ
ジークの片思いの相手。
ブリジット
演-クローディア・リー（吹き替え:山根舞）
第3シーズンから登場。ドンが雇ったウェイトレスで、ルーサーの片思いの相手となった。
コートニー
演-デビー・ライアン(吹き替え:宮原永海)